# Pulo Pisang (Peusangan)
Pulo Pisang is een bestuurslaag in het regentschap Bireuen van de provincie Atjeh, Indonesië. Pulo Pisang telt 381 inwoners (volkstelling 2010).